# Proso
Proso (Panicum) je rod trav, tedy z čeledi lipnicovitých (Poaceae). Jedná se o jednoleté nebo vytrvalé byliny. Jsou trsnaté nebo výběžkaté či s oddenky nebo poléhavé. Stébla dorůstají výšek zpravidla 20–400 cm. Čepele listů jsou převážně ploché, vzácněji štětinovité nebo s nepravými řapíky. Na vnější straně báze čepele listu se nachází jazýček, který je někdy nahrazen věnečkem chlupů. Květy jsou v kláscích, které tvoří latu, která je stažená či volná, vzácně klásky uspořádány do hroznu. Klásky jsou zpředu dozadu smáčklé, vícekvěté, zpravidla 2květé, vzácně 3květé, ale spodní 1 květ (vzácně 2) je sterilní či samčí. Na bázi klásku jsou 2 plevy, které jsou většinou nestejné, většinou bez osin, vzácně krátce osinaté. Pluchy jsou zpravidla bez osin, vzácně s krátkou osinou. Plušky jsou bez osin, dvoužilné. Plodem je obilka. Je známo asi 370 druhů, které jsou rozšířeny v tropech, subtropech a teplých částech mírného pásu. Místy se vyskytuje i adventivně, některé druhy jsou významné obilniny.

## Druhy rostoucí v Česku
V České republice se vyskytuje jeden druh z rodu proso (Panicum), další čtyři druhy jsou jen ojediněle zplaňující či zavlékané. Proso seté (Panicum miliaceum) je pěstovaná obilnina a může se vyskytovat i jako plevel v jiných plodinách, zvláště v teplých oblastech. Proso vláskovité (Panicum capillare) je původem ze Severní Ameriky, v ČR pěstováno jako okrasná tráva a občas zplaňuje. Jako vzácně a přechodně zplanělé byly nalezeny další druhy.

## Zástupci
- proso seté (Panicum miliaceum)
- proso vláskovité (Panicum capilare)
- proso vidlicokvěté (Panicum dichotomiflorum)

## Použití
Prosné semeno se používá jako krmivo domácího ptactva. Loupáním semen se získává potravina jáhly. Jelikož neobsahuje gluten (lepek), je prosné semeno (jáhly) vedle rýže a kukuřice vhodnou obilninou pro zavádění příkrmů po 6. ukončeném měsíci věku (WHO doporučuje výhradně kojení do 6. měsíce věku) a pro bezlepkovou dietu.